# 王介 (明朝)
王介（1472年—？），字守之，南京留守前衛官籍，應天府句容縣人，明朝政治人物。

## 生平
弘治十四年（1501年）辛酉科應天府乡试第二十八名舉人。正德六年（1511年）中式辛未科會試第一百八十名，登第二甲第八十九名進士。本年十二月选授江西道试监察御史，十年巡按福建，十一年九月升广东佥事，十二年正月考察閑住。

## 家族
曾祖王禎，曾任正千戶；祖父王敬，曾任正千戶；父王惟德，曾任教諭。前母陸氏；母傅氏。永感下。

## 延伸阅读
[在维基数据编辑]